# Konståkning vid olympiska vinterspelen 2010

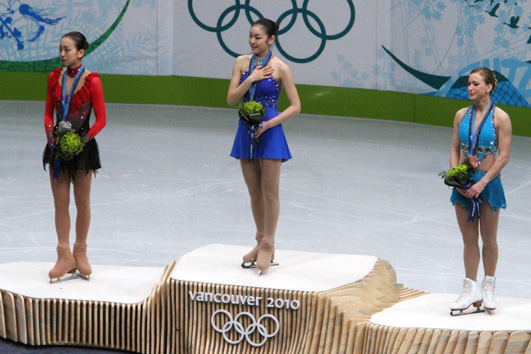
Prisutdelning för damer.

Fyra konståkningstävlingar hölls vid Olympiska vinterspelen 2010 i Vancouver, i sportanläggningen Pacific Coliseum.

## Paråkning
Paråkningen består av två delar, korta programmet och friåkningen. Korta programmet ägde rum den 14 februari och friåkningen den 15 februari.
| Medalj | Personer                            | Land     | Poäng     |
| ------ | ----------------------------------- | -------- | --------- |
| Guld   | Shen Xue och Zhao Hongbo            | Kina     | 216,57 VR |
| Silver | Pang Qing och Tong Jian             | Kina     | 213,31    |
| Brons  | Aliona Savchenko och Robin Szolkowy | Tyskland | 210,60    |

## Soloåkning- herrar
Individuell tävling inkluderande ett kort program med 30 tävlande där 24 tävlande går vidare till friåkning. 
Korta programmen äger rum den 18 februari med den uppföljande tävlingen två dagar senare. 
| Medalj | Person             | Land     | Poäng  |
| ------ | ------------------ | -------- | ------ |
| Guld   | Evan Lysacek       | USA      | 257,67 |
| Silver | Jevgenij Plusjenko | Ryssland | 256,36 |
| Brons  | Daisuke Takahashi  | Japan    | 247,23 |

## Isdans
| Medalj | Person                             | Land     | Poäng  |
| ------ | ---------------------------------- | -------- | ------ |
| Guld   | Tessa Virtue och Scott Moir        | Kanada   | 221,57 |
| Silver | Meryl Davis och Charlie White      | USA      | 215,74 |
| Brons  | Oksana Domnina och Maksim Sjabalin | Ryssland | 207,64 |

## Soloåkning- damer
I samma ordning som soloåkning för herrar, men friåkningen är enbart 4 minuter lång. Det korta programmet gick av stapeln den 23 februari med friåkningen två dagar efter det. 
| Medalj | Person           | Land     | Poäng  |
| ------ | ---------------- | -------- | ------ |
| Guld   | Kim Yu-Na        | Sydkorea | 228,56 |
| Silver | Mao Asada        | Japan    | 205,50 |
| Brons  | Joannie Rochette | Kanada   | 202,64 |